# Ivanjica
Ivanjica (en serbe cyrillique : Ивањица) est une ville et une mucipalité de Serbie situées dans le district de Moravica. Au recensement de 2011, la ville comptait 11 810 habitants et la municipalité dont elle est le centre 32 047.

## Géographie
Ivanjica est située au sud-ouest de la Serbie, sur les rives de la rivière Moravica, un affluent de la Zapadna Morava. Elle se trouve dans une vallée entourée par les monts Golija, Javor, Mučanj, Čemerno et Radočelo. Les monts Golija culminent au pic du Jankov kamen, qui s'élève à 1 833 m d'altitude ; en 2001, ils ont été déclarés Réserve de biosphère, dans le cadre du programme sur l'homme et la biosphère de l'UNESCO,,. Sur le plan géologique, le territoire de la municipalité se caractérise par sa diversité ; on y trouve des roches datant du Paléozoïque à l'Holocène, ainsi que d'autres formations remontant au Trias ; des roches éruptives sont également présentes dans le secteur. Les poljés d'Ivanjica et de Prilike sont propices à l'agriculture.

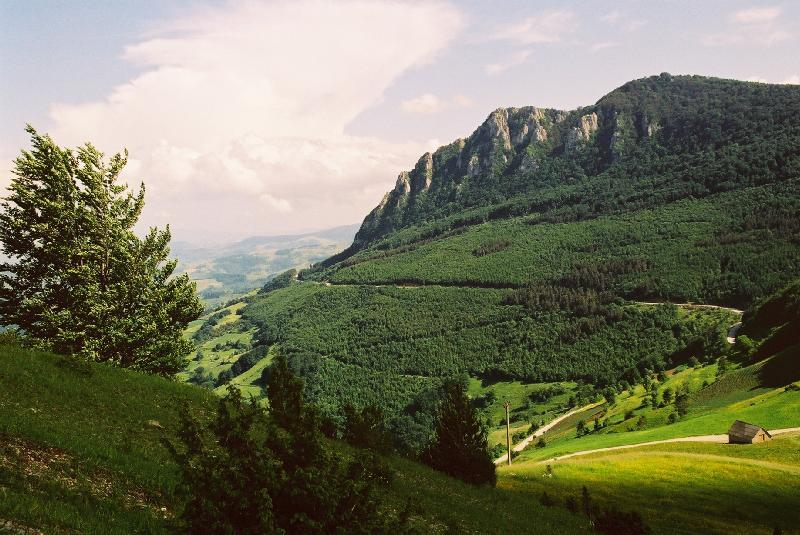
Paysage de la région d'Ivanjica

La municipalité d'Ivanjica est parcourue par de nombreuses rivières, dont la plus importante est la Moravica, qui y reçoit quelques affluents ; la Nošnica se jette dans la rivière près du village de Međurečje, la Bukovica près du village éponyme de Bukovica ; la Grabovica mêle également ses eaux à celle de la Moravica, un peu plus au nord. La Studenica et la Nošnica creusent un certain nombre de gorges. Il en est de même pour le Mali Rzav, le Veliki Rzav, la Lišanska reka et la Hajdučka reka, qui parcourent le territoire de la municipalité.
La municipalité d'Ivanjica est entourée par celles de Novi Pazar, Sjenica, Nova Varoš, Arilje, Lučani, Kraljevo et Raška. Elle s'étend sur 1 090 km2, ce qui en fait la sixième plus grande municipalité du pays,.

## Climat
En général, le climat de la municipalité d'Ivanjica est de type montagnard, avec des étés modérément chauds et des hivers froids accompagnés d'abondantes chutes de neige. En revanche, la vallée de la Moravica et la ville elle-même connaissent un climat continental modéré. Les pluies y sont réparties assez régulièrement tout au long de l'année, avec un léger pic au printemps et en automne. La température moyenne annuelle y est de 9,30 °C, le mois le plus chaud étant juillet avec une moyenne de 18,80 °C et le plus froid étant janvier, avec une moyenne de −1,30 °C.

## Histoire
Quelques vestiges mis au jour sur le territoire de l'actuelle municipalité d'Ivanjica témoignent d'une présence humaine remontant à la Préhistoire, avec des haches de pierre trouvées sur le territoire du village de Kosovica et un couteau à deux lames de silex retrouvé à Gornji Badaljevac. Une pointe de lance en cuivre a été mise au jour au hameau de Crnjevo, une épée de bronze et une hache en bronze ont été retrouvées au hameau de Raščići et une lance de bronze à Kušići, sur les pentes du mont Javor. La région fut habitées par les Dardaniens, par les Thraces, par les Illyriens puis fut conquise par les Romains ; plusieurs vestiges datant de l'époque romaine ont été retrouvés sur le territoire de l'actuelle Ivanjica. Les Slaves s'y installèrent à leur tour aux VIe et VIIe siècles, se livrant principalement à l'élevage, à l'agriculture et à la chasse. Par la suite, la région fit partie de l'État serbe médiéval de Rascie. L'arrivée des Ottomans au XIVe siècle bouleversa l'équilibre géopolitique du secteur, notamment après la bataille de Kosovo Polje (1359) et la région finit par devenir turque.
Le nom d'Ivanjica est mentionné pour la première fois en 1505, dans des documents de la république de Dubrovnik. La ville resta sous domination ottomane jusqu'au moment où elle fut rattachée à la principauté de Serbie par le prince Miloš Ier Obrenović en 1833. La ville connut alors un premier essor : une école y fut construite en 1834 et une église en 1836, tandis que s'y développaient l'artisanat et le commerce qui y firent émerger très vite une classe moyenne. En revanche, ce développement fut brusquement interrompu en 1846 par un grand incendie qui ravagea complètement la ville. La reconstruction de la cité s'acheva dans les années 1870, suivant un plan d'urbanisme approuvé par le gouvernement de Belgrade et Ivanjica connut alors un essor rapide, fondé sur l'artisanat et le commerce mais aussi sur l'élevage, l'agriculture et l'exploitation forestière. Une première centrale hydroélectrique y fut construite en 1911.
Les guerres des Balkans, entre 1912 et 1913, puis la Première Guerre mondiale touchèrent de nouveau Ivanjica, détruisant notamment son potentiel agricole. La ville ne se releva de ces destructions que dans les années 1930, période au cours de laquelle elle devint aussi progressivement une destination touristique. Au cours de la Seconde Guerre mondiale, la ville fut placée sous occupation bulgare et elle fut libérée en 1944.
Dans les années 1960, Ivanjica connut une industrialisation rapide, attirant en ville de nombreuses populations rurales ; de cela témoignent les statistiques : la ville qui comptait environ 2 000 habitants en 1961 en comptait quatre fois plus vingt ans plus tard et sa population était d'environ 12 300 habitants au début du XXIe siècle,.

## Localités de la municipalité d'Ivanjica

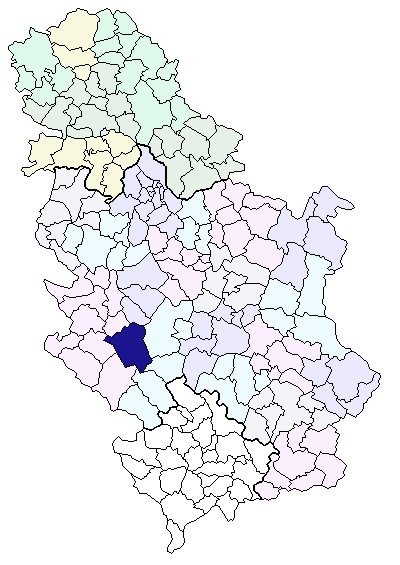
Localisation de la municipalité d'Ivanjica en Serbie

La municipalité d'Ivanjica compte 49 localités :
| - Bedina Varoš - Bratljevo - Brezova - Brusnik - Budoželja - Bukovica - Vasiljevići - Vionica - Vrmbaje - Vučak | - Gleđica - Gradac - Dajići - Devići - Deretin - Dobri Do - Dubrava - Erčege - Ivanjica - Javorska Ravna Gora | - Katići - Klekova - Kovilje - Komadine - Koritnik - Kosovica - Kumanica - Kušići - Lisa - Luke | - Mana - Maskova - Medovine - Međurečje - Močioci - Opaljenik - Osonica - Preseka - Prilike - Ravna Gora | - Radaljevo - Rovine - Rokci - Sveštica - Sivčina - Smiljevac - Čečina - Šarenik - Šume |

Ivanjica est officiellement classée parmi les « localités urbaines » (en serbe : градско насеље et gradsko naselje) ; toutes les autres localités sont considérées comme des « villages » (село/selo).

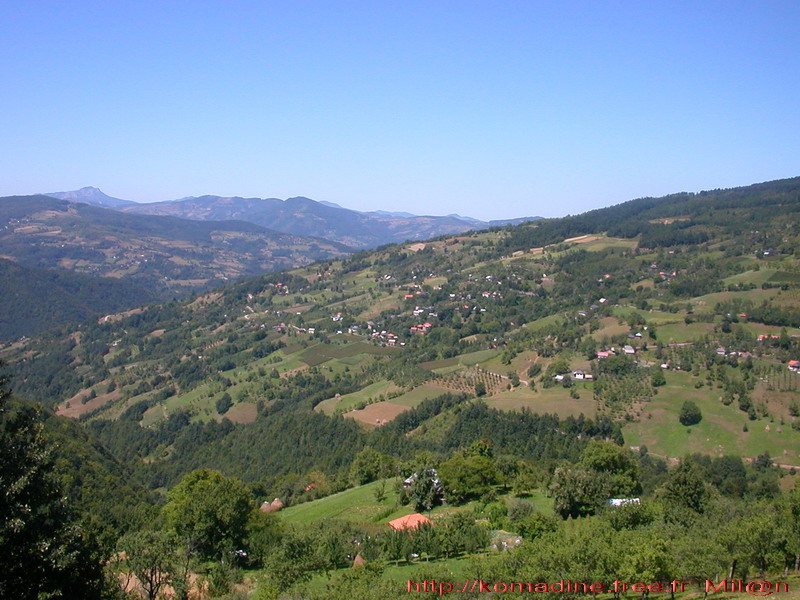
Vue générale du village de Komadine

## Démographie

### Ville

#### Évolution historique de la population dans la ville
| 1948  | 1953  | 1961  | 1971  | 1981  | 1991   | 2002   | 2011   |
| ----- | ----- | ----- | ----- | ----- | ------ | ------ | ------ |
| 1 532 | 1 829 | 2 082 | 5 507 | 8 765 | 11 093 | 12 350 | 11 810 |

### Municipalité

#### Répartition de la population dans la municipalité (2002)
Toutes les localités de la municipalité possèdent une majorité de peuplement serbe.

## Politique

### Élections locales de 2004
À la suite des élections locales de 2004, les 36 sièges de l'assemblée municipale d'Ivanjica se répartissaient de la manière suivante :
| Parti                                                    | Sièges |
| -------------------------------------------------------- | ------ |
| Liste « Pour Ivanjica »                                  | 9      |
| Parti démocratique                                       | 8      |
| Parti radical serbe                                      | 6      |
| Nouvelle Serbie                                          | 3      |
| Parti démocratique de Serbie                             | 3      |
| Parti socialiste de Serbie                               | 3      |
| Mouvement Force de la Serbie                             | 2      |
| Mouvement serbe du renouveau                             | 2      |
| Liste « Pour la renaissance des villages et des villes » | 1      |

Milomir Zorić a été élu président (maire) de la municipalité d'Ivanjica.

### Élections locales de 2008
À la suite des élections locales serbes de 2008, les 37 sièges de l'assemblée municipale d'Ivanjica se répartissaient de la manière suivante, :
| Parti                                                           | Sièges |
| --------------------------------------------------------------- | ------ |
| Liste « Ensemble pour Ivanjica »                                | 14     |
| Parti radical serbe                                             | 7      |
| Pour une Serbie européenne                                      | 6      |
| Parti socialiste de Serbie - Parti des retraités unis de Serbie | 3      |
| Nouvelle Serbie                                                 | 3      |
| G17 Plus                                                        | 2      |
| Parti libéral-démocrate                                         | 2      |

Radomir Ristić, qui dirigeait la liste « Ensemble pour Ivanjica » a été élu président de la municipalité,.

## Architecture

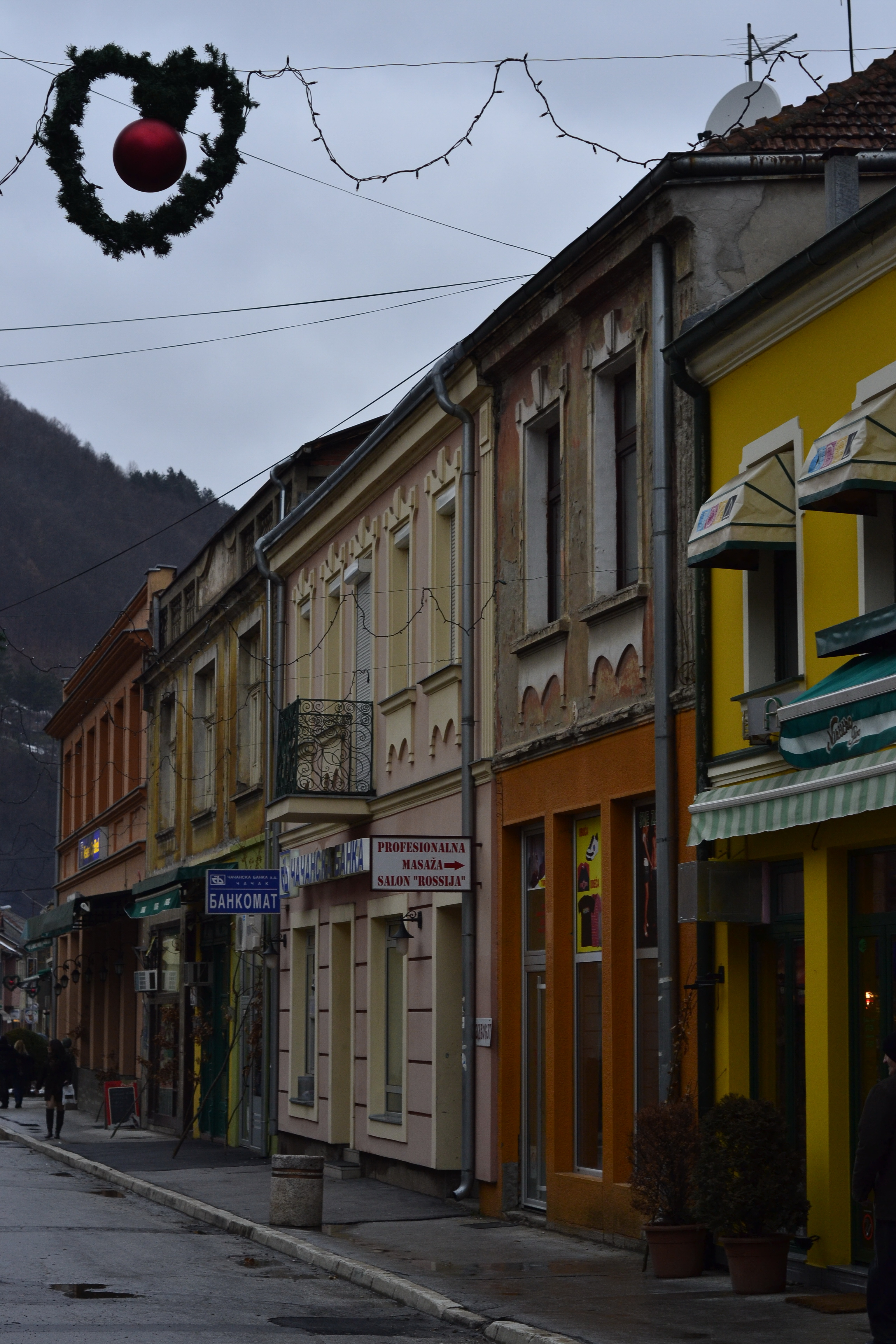
Maisons anciennes à Ivanjica

Ivanjica abrite un ensemble monumental classé sur la liste des monuments culturels de Serbie, la Vieille čaršija, construite aux XIXe et XXe siècles et caractéristique de l'urbanisme ottomane dans les Balkans. Parmi les constructions les plus anciennes, on peut signaler le Han Kušić, un caravansérail en bois, ou le konak Jeremić, de style typiquement balkanique et un des rares édifices en bois qui n'ait pas brûlé dans l'incendie qui a ravagé la ville en 1846. Quelques monuments datent du début du XXe siècle, comme le Pont de pierre (en serbe : Kameni most) ou la centrale hydroélectrique Moravica, construite en 1911 et aujourd'hui partiellement transformée en musée.
La ville conserve quelques édifices religieux anciens, comme l'église de l'empereur Constantin et de l'impératrice Hélène, construite entre 1836 et 1838 et ornée de fresques en 1882 par le peintre Dimitrije Posniković ou la tombe de Boško Jugović, située à 4 km du centre.

## Culture
La Bibliothèque Svetislav Vulović a été créée en 1868 ; elle possède aujourd'hui environ 50 000 livres. La Maison de la culture d'Ivanjica (en serbe : Dom kulture Ivanjical) a été fondée en 1984, elle possède une grande salle pour le cinéma, le théâtre ou les concerts ; en plus d'une troupe de théâtre amateur, elle anime aussi un ensemble folklorique ; on y dispense aussi des cours d'anglais ou des cours de musique.
Parmi les manifestations culturelles de la ville, on peut citer le festival folklorique Zvuci Golije, Javora i Mučnja, « Les Sons de Golija, de Javor et de Mučanj », qui permet, notamment, d'entendre des chansons et des instruments anciens, ou bien encore le Festival de chansons traditionnelles serbes (Festival srpske izvorne pesme) et le Javorski sabor dvojničara i starih muzičkih instrumenata Srbije. La ville abrite aussi le Concours du plus beau poème d'amour (Konkurs za najlepšu ljubavnu pesmu). La Galerie de la Maison de la culture est une manifestation d'art, où l'on organise aussi des conférences littéraires. Plusieurs manifestations sont organisées pour les enfants, comme le Concours du plus beau poème d'enfant (Konkurs za najlepšu dečiju pesmu), Si l'on était toujours en mai (Kad bi uvek bio maj) et le Festival des récitants (Smotra recitatora).
En 2010, un événement culturel appelé Nušićijada, placé sous le signe de l'humour et du divertissement, a été recréé après 40 ans d'éclipse par la Maison de la culture. Accompagné de défilés populaire, il présente des films, des pièces théâtre, dont des spectacles de marionnettes, des concerts et des expositions.

## Éducation
La première école d'Ivanjica a été ouverte en 1834.
Aujourd'hui, la ville compte deux établissements d'enseignement pré-scolaire (en serbe : Predškolsko obrazovanje) : l'école Đurđevak, créée en 1978, et l'école Zvončica qui a ouvert ses portes en 1985. La municipalité possède en tout 9 écoles élémentaires (osnovne škole), dont deux sont situées dans la ville et sept sont réparties dans les localités avoisinantes. Les deux écoles élémentaires d'Ivanjica sont l'école Milinko Kušić, qui gère aussi des annexes à Bukovica, Lisa et Raščići, et l'école Kirilo Savić, qui a des antennes à Osonica, Luke et Budoželja. L'école Sreten Lazarević de Prilike, créée en 1878, gère aussi des classes à Cerova. Parmi les autres écoles élémentaires figurent l'école Major Ilić de Kušići, avec des classes à Maskova et Opaljenik, l'école Svetozar Marković de Kovilje, avec une annexe à Vučak, l'école Nedeljko Košanin de Devići, qui possède des antennes dans les hameaux ou villages de Veljovići, Ogradjenik, Ostatijia Pridvorica, Staro Selo, Brusnik et Srednja Reka, l'école Mićo Matović de Katići, avec des classes à Močioci, Ravna Gora, Šarenik et Bela Crkva, l'école Vučić Veličković de Međurečje, avec son antenne de Crvena Gora, et l'école Milan Vučićević Zverac de Bratljevo, avec son antenne de Gleđica.
La ville abrite également deux établissements d'études secondaires (srednje škole) : le Lycée d'Ivanjica (Gimnazija Ivanjica) et l'école technique (Tehnička škola).

## Sport
La municipalité d'Ivanjica compte 28 clubs de sport et 9 associations sportives. Parmi les sports qui attirent le plus grand nombre d'adhérents figurent le football, le basket-ball, le tir à l'arc et les sports d'hiver. Ivanja possède notamment un club de football, le FK Habitfarm, créé en 1912 et souvent encore désigné sous son d'origine de FK Javor, et un club de volley-ball, l'OK Putevi Ivanjica ; le FK Habitfarm joue au Championnat de Serbie de football.
La municipalité compte, entre autres, six terrains de football, dont le Stadion Ivanjica, qui est le stade privilégié du FK Habitfarm et qui peut accueillir jusqu'à 5 000 spectateurs, deux piscines couvertes, trois gymnases et un terrain de tir. Deux salles de sports sont utilisées par plus de 3 600 élèves.
Quelques manifestations sportives ont lieu à Ivanjica ou dans sa région. La Réunion des chasseurs de loups (en serbe : Sabor lovaca i hajka na vuka) a été créée en 1996 par la société de chasse Čemernica et se déroule à Ugljara, à la limite des municipalités d'Ivanjica, de Raška et de Kraljevo ; elle rassemble jusqu'à 1 500 participants. Les Rencontres de motos d'Ivanjica (Moto susreti u Ivanjici) ont été créées en 2002, à l'initiative du moto-club Točak d'Ivanjica.

## Économie
La municipalité d'Ivanjica vit pour l'essentiel de l'agriculture, les terres agricoles représentant 47,1 %. du territoire municipal. En raison du relief et des conditions climatiques, cette activité y est de type extensif. On y pratique essentiellement l'élevage, mais la région est connue pour sa production de pommes de terre qui occupe 2 100 ha. Ivanjica est également réputée pour ses framboises et ses herbes médicinales.
Parmi les industries locales, on peut citer les industries de transformation et notamment l'industrie du bois et le textile. Parmi les entreprises travaillant dans le textile, on peut citer Javor, qui fabrique des vêtements et, notamment, des chemises pour les hommes mais aussi des vêtements de sport, des vestes et des uniformes, ou ITI Ivanjica qui fabrique des tapis et des moquettes ; cette dernière société est en cours de restructuration. Parmi les entreprises travaillant dans l'industrie du bois, on peut citer ŠPIK Iverica, une entreprise créée en 1977 et rachetée par le groupe italien Fantoni en 2006.

## Tourisme

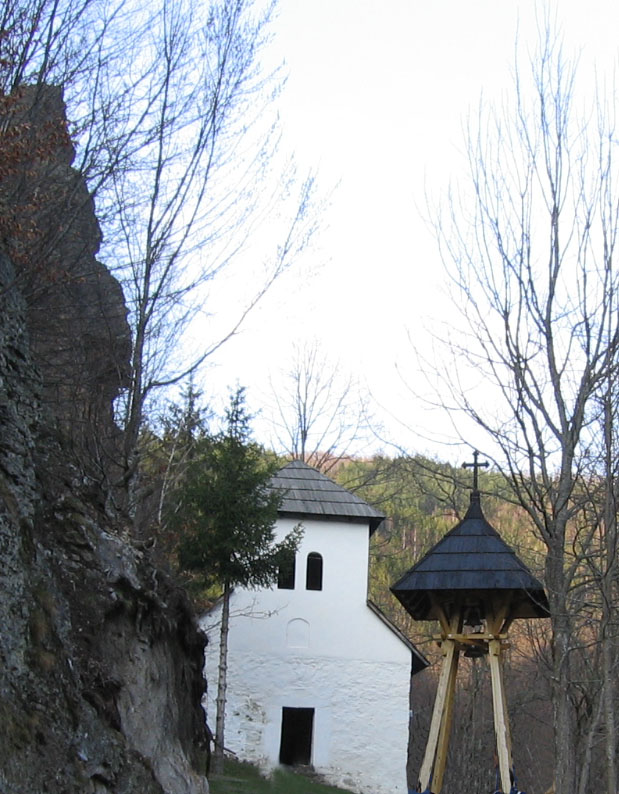
Le Monastère de Kovilj.

La ville d'Ivanjica a été déclarée station de plein air dès les années 1930 ; son Institut de réadaptation spécialisé y propose un suivi médicalisé ainsi que des possibilités d'hébergement. Son territoire offre toutes sortes de possibilités pour les amis de la nature, à commencer par les monts Golija, déclarés Réserve de biosphère, dans le cadre du programme sur l'homme et la biosphère de l'UNESCO. Les villages de la municipalité, dont certains conservent des maisons en bois, offre des facilités pour le tourisme rural. Les monts avoisinant la ville sont propices à la randonnée mais aussi à la chasse, une activité encadrée par la Société de chasse Čemernica (en serbe : Lovačko udruženje Čemernica), qui contrôle 76 447 ha, dont 74 282 de zone de chasse ; on y trouve des cerf, des sangliers, des lièvres, des faisans et des perdrix.
La ville proprement dite conserve notamment un quartier ancien, celui de la Vieille čaršija entièrement classé ; construit aux XIXe et XXe siècles, il est typique de l'organisation urbaine des Balkans ottomans. Parmi les monuments d'histoire et d'architecture majeurs de la municipalité figurent le monastère de Kovilj, situé à 25 km d'Ivanjica, sur une hauteur dominant la rivière Nošnica ; il a été construit au XIIe siècle ou au XIIIe siècle.
Le monastère de la Transfiguration ou monastère de Pridvorica constitue l'un des ensembles les plus importants de la région de la Moravica ; il a été construit au XIIe siècle,, à la même époque que le monastère de Studenica, qui en est éloigné de 28 km et qui, depuis 1986, est inscrit sur la liste du patrimoine mondial de l'UNESCO. L'église Saint-Nicolas de Brezoava, connue aussi sous le nom d'église blanche (Bela crkva), est une fondation du despote serbe Stefan Lazarević (XVe siècle) ; dans son état actuel, elle remonte au XVIIe siècle,.
Certains villages alentour possèdent également des églises du XIXe siècle, comme Kosovica, Milandža, Prilike et Radaljevo.

## Médias
Ivanjica dispose de plusieurs stations de radio : JIP Ivanjički radio, qui a commencé à émettre en 1993, Kruna radio, créée en 1996 et Radio Javor, créée en 1997. La ville possède aussi deux chaînes de télévision : Televizija Golija, créée en 2007, et la chaîne câblée Kablovska televizija SBB.

## Personnalités
Le tchetnik Draža Mihailović est né à Ivanjica en 1893.
Parmi les autres personnalités liées à Ivanjica, on peut citer :
- Svetislav Vulović (1847-1898), homme de Lettres et critique de théâtre ;
- Joanikije Nešković (1804-1873), évêque de l'Église orthodoxe serbe à l'époque de la métropole de Belgrade ;
- Dušan Purić (1873-1914), militaire ;
- Nedeljko Košanin (1874-1934), botaniste ;
- Kirilo Savić (1879-1957), ingénieur et académicien ;
- Petar Stambolić (1912-2007), ingénieur agronome et homme politique, né à Brezova ;
- Ivan Stambolić (1936-2000), homme politique né à Brezova, neveu de Petar Stambolić ;
- Momčilo Ristić ;
- Ljubica Sokić (1914-2009), dont les ancêtres étaient originaires de la région d'Ivanjica ;
- Milinko Kušić, héros national